# Linum tenue
Linum tenue är en linväxtart som beskrevs av René Louiche Desfontaines. Linum tenue ingår i släktet linsläktet, och familjen linväxter. Inga underarter finns listade i Catalogue of Life.

## Bildgalleri

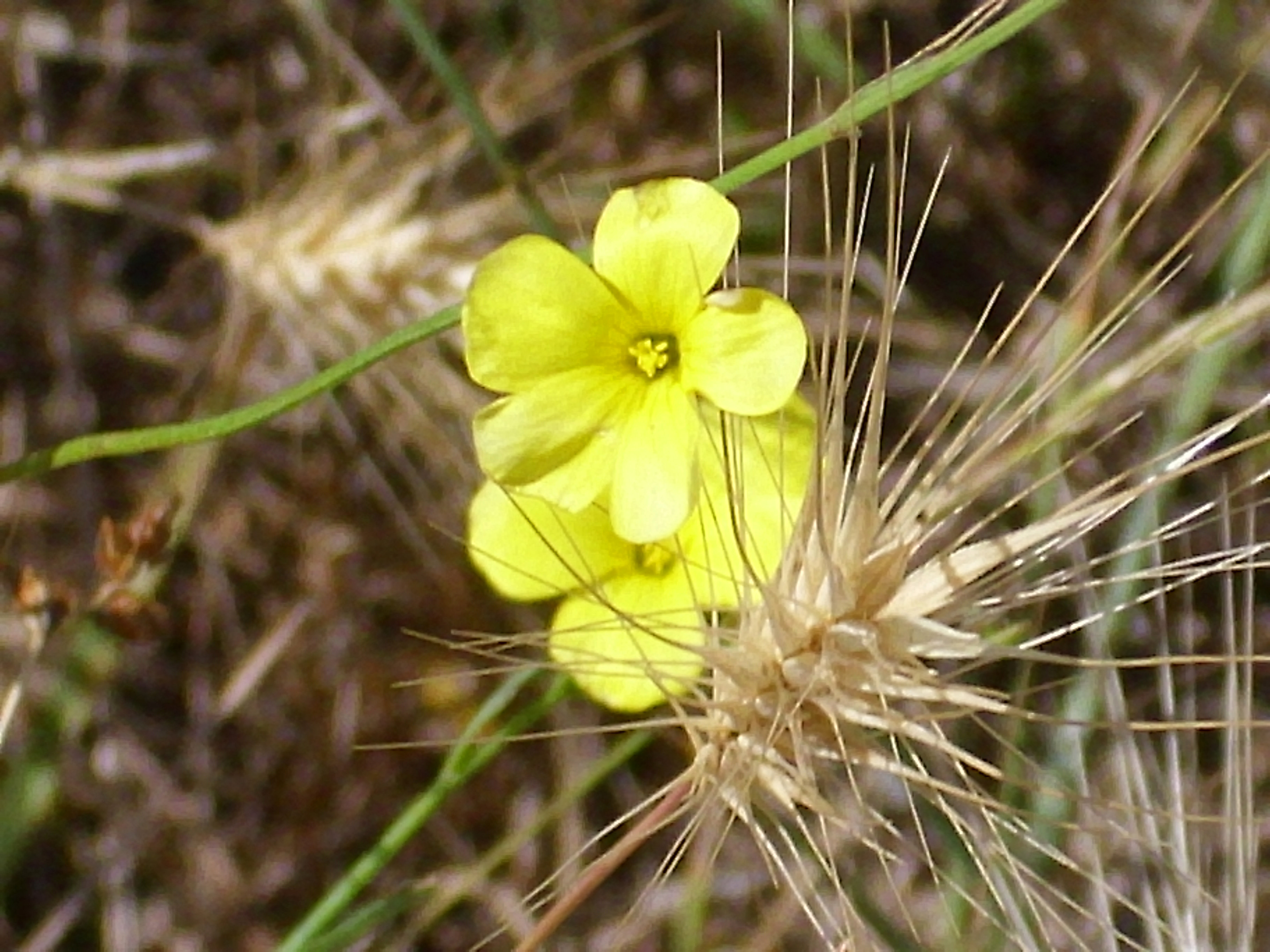
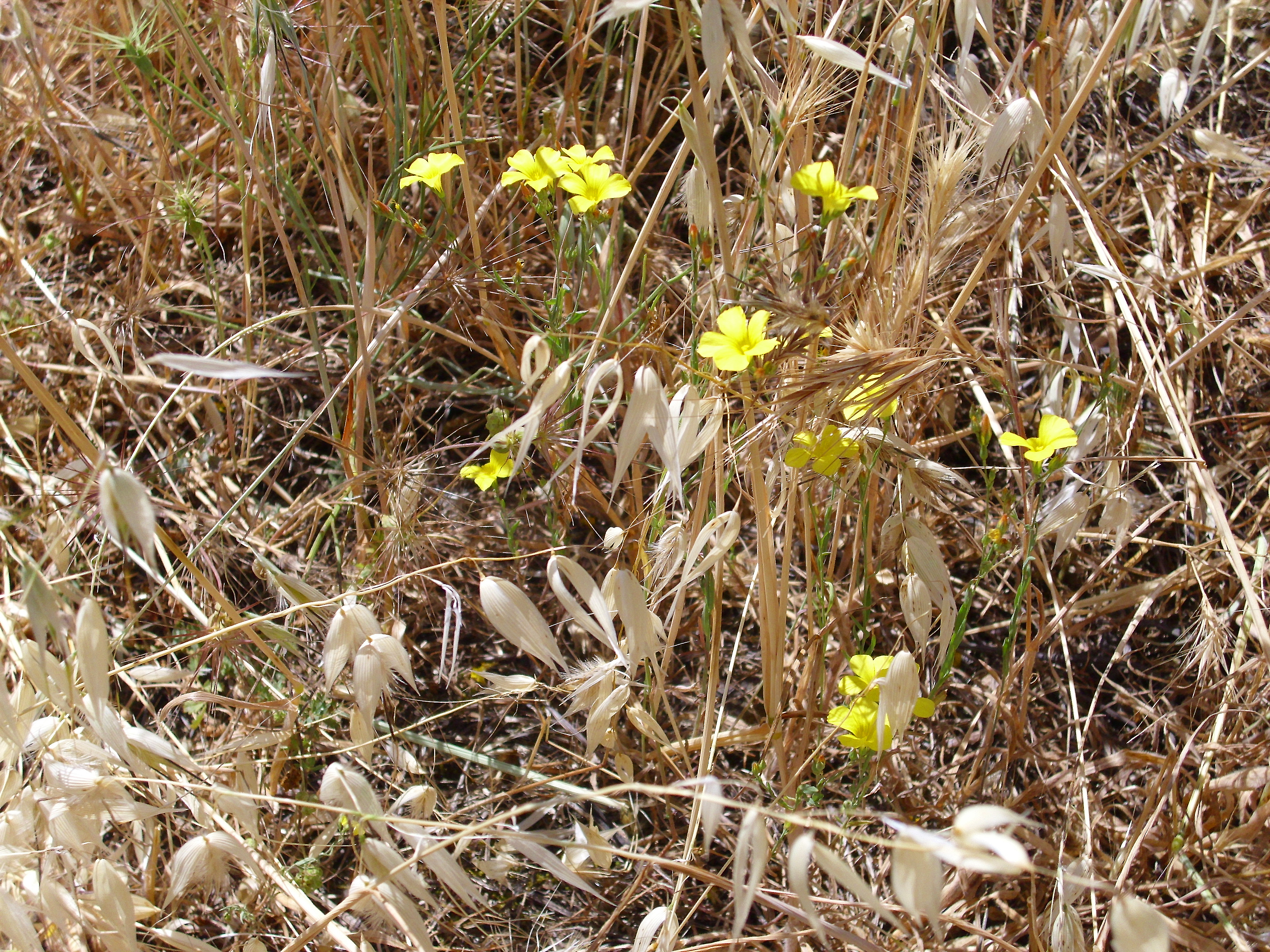
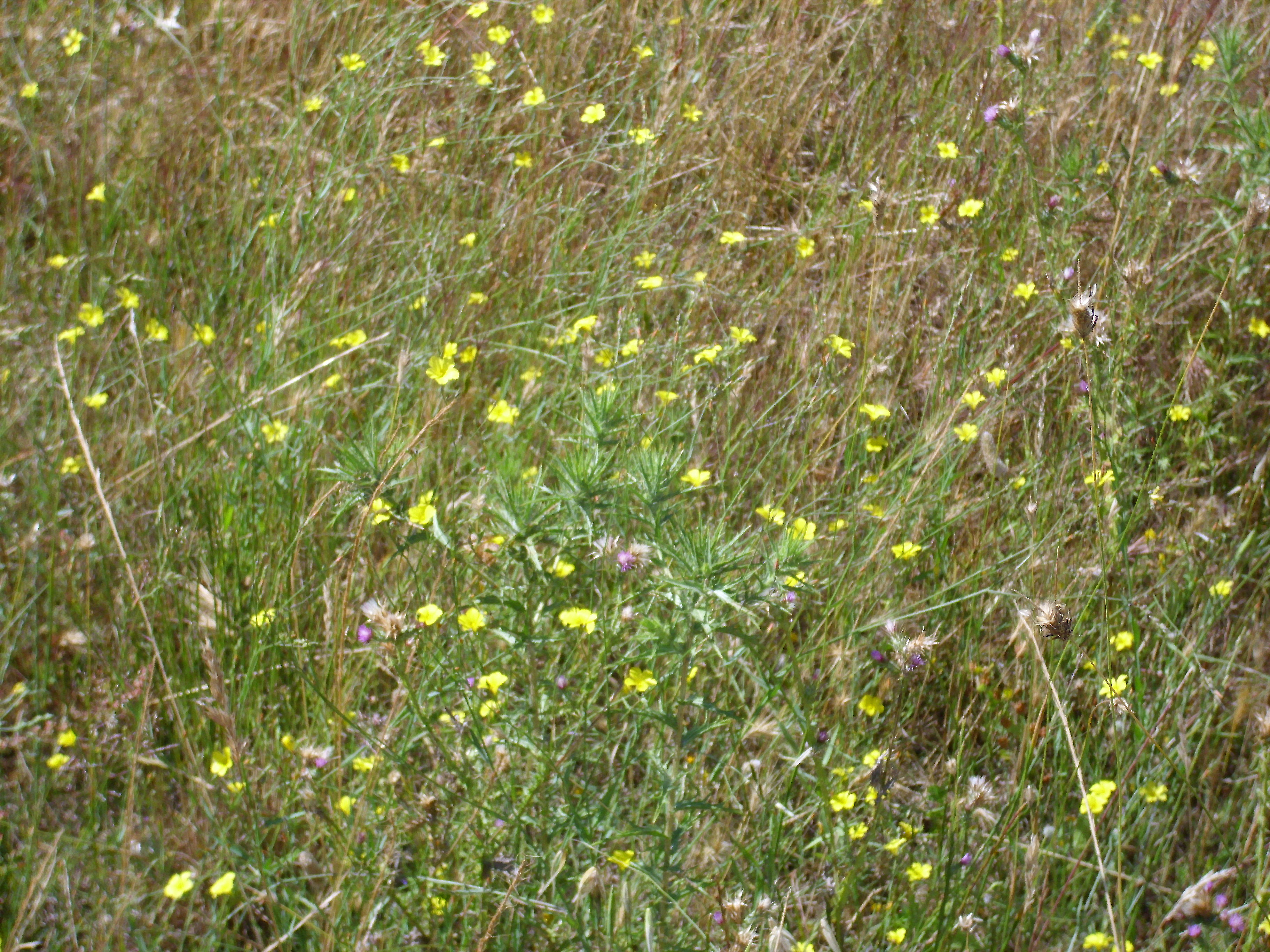
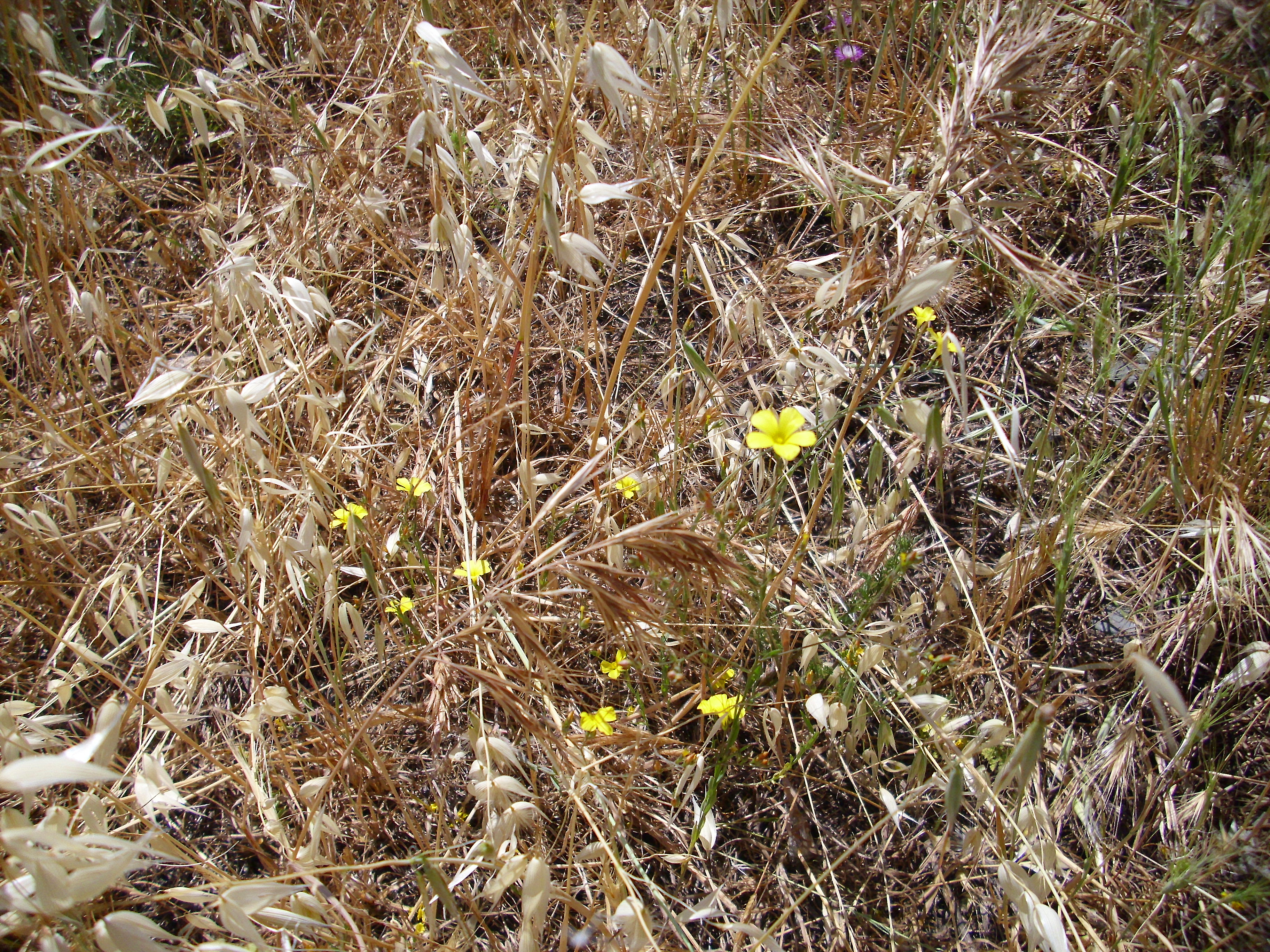